# Död Zon
Död Zon (eng. The Dead Zone) är en skräckroman skriven 1979 av Stephen King. Den kom ut i svensk översättning 1983.

## Handling
Död Zon handlar om en man, Jonny Smith, som efter en bilolycka hamnar i koma i fem år. När han väl vaknar upp inser han att han bara genom att ta andra i handen kan se in i deras framtid och förflutna. En dag möter han en politiker, och han ser i framtiden hur denne man efter att han blivit USA:s president inleder ett tredje världskrig. Efter att ha övervägt de moraliska konsekvenserna av olika handlingsalternativ ser han att då han är den enda som vet hur det kommer att gå måste han döda mannen.

## Andra medier
- Boken filmatiserades 1983 med Christopher Walken i rollen som Johnny. Regissör var David Cronenberg. Se Dead Zone
- Mot slutet av 2002 började den amerikanska TV-kanalen USA Network, då med Anthony Michael Hall som Johnny. Se Död zon